# Bretton Woods (New Hampshire)

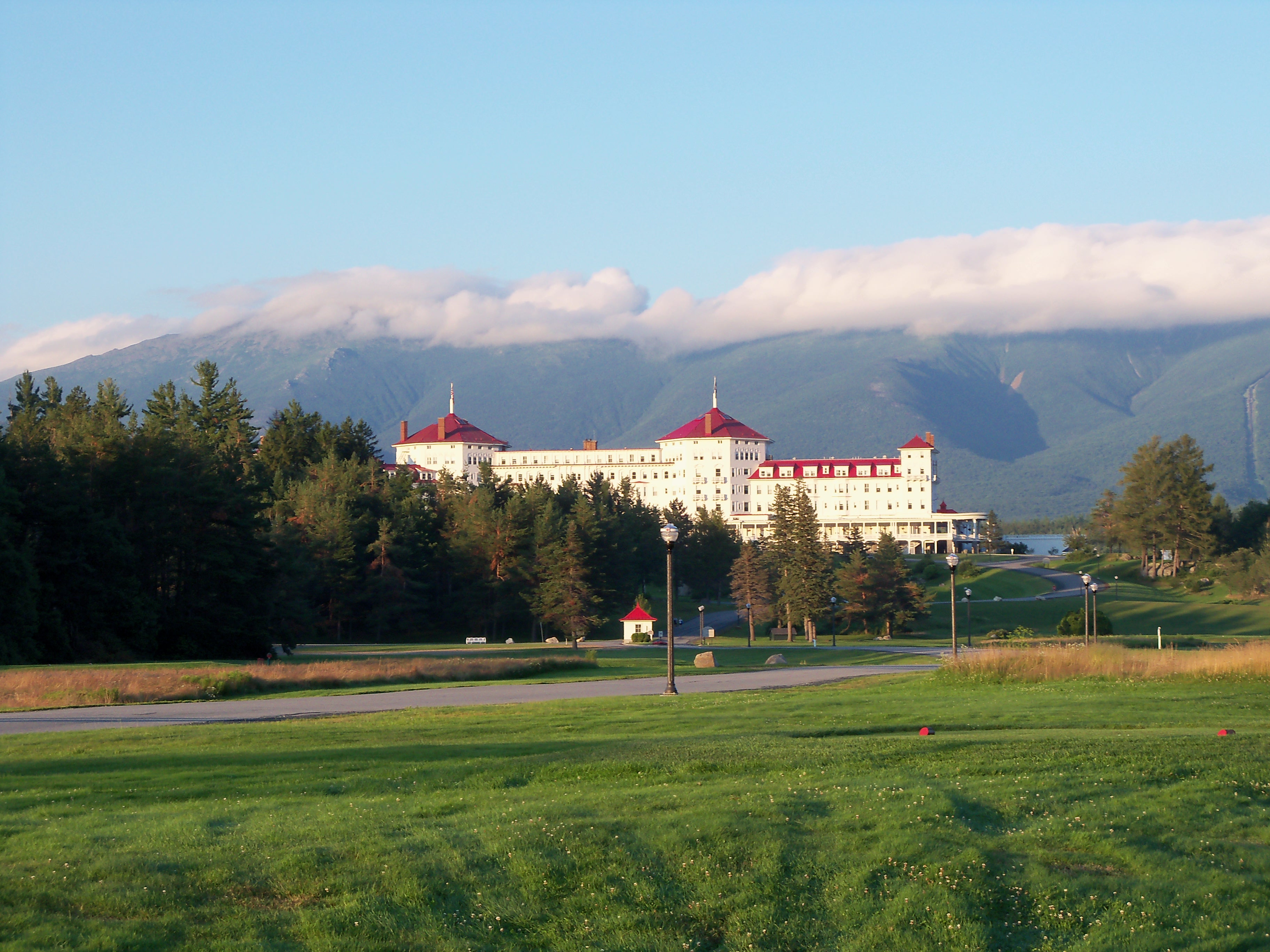
Hotel Mount Washington

Bretton Woods – obszar niemunicypalny wchodzący w skład miejscowości Carroll, w stanie New Hampshire, w USA.

## Opis
Bretton Woods znajduje się na terenie White Mountain National Forest w Górach Białych (White Mountains) i leży u stóp Góry Washingtona.
Najważniejszym zabytkiem jest wybudowany w 1902 roku hotel  Mount Washington, znajdujący się przy drodze 302. W lipcu 1944 roku zorganizowano w nim konferencję międzynarodową, na której m.in. podjęto decyzję o utworzeniu Międzynarodowego Funduszu Walutowego i Banku Światowego. System walutowy ustanowiony podczas tej konferencji nosi nazwę systemu z Bretton Woods.